# Pen’s Parade
Pen’s Parade oder die Parade der Einkommen ist eine sinnlich eindrückliche Veranschaulichung von Einkommens- oder Vermögensungleichheit, in der alle Menschen eines Landes sortiert nach Körpermaßen entsprechend ihrer Einkommenshöhe nacheinander an einer Zuschauertribüne vorbei in ein Stadion marschieren. Die Menschen mit durchschnittlichem Einkommen sind durchschnittlich groß; ebenso der Zuschauer. Jene, die zweimal so viel verdienen, sind doppelt so groß, und so fort. Der Zuschauer sieht eine „Parade von Zwergen, gefolgt von wenigen unglaublichen Riesen“ (Jan Pen).
Der niederländische Ökonom Jan Pen beschrieb sein bewegtes Sinnbild erstmals 1971 in seinem Buch Einkommensverteilung: Fakten, Theorien und Methoden (Original: Income distribution: facts, theories and policies) zur Darstellung der Einkommensungleichheit am Beispiel Großbritanniens im Kapitel A Parade of Dwarfs (and a Few Giants). Pen-Parade ist eine in der Fachliteratur verbreitete Bezeichnung für einen derart sortierten Datensatz ökonomischer Variablen, insbesondere für personenbezogene Größen wie Einkommens- und Vermögensgrößen. Mittlerweile existieren Modifikationen der Pen-Parade, beispielsweise die quadratische Pen Parade, die Augmented Quadratic Pen's Parade, Parsimonious Quadratic Pen's Parade, Polynomial Pen's Parade oder die Power Pen’s Parade.
Weil der Zug in Wirklichkeit sehr lange dauern würde, setzt Pen die Dauer der Parade vom ersten bis zum letzten Menschen auf eine Stunde. Die volle Stunde repräsentiert 100 % der Bevölkerung und die Parade beginnt zum Zeitpunkt 0 mit 0 % vorbeimarschierter Menschen. Pen’s Parade ist eine anschauliche Darstellung empirischer Quantile. Wenn beispielsweise 40 % der Gesamtzeit verstrichen ist, sieht der Zuschauer Personen deren Körpergröße dem empirischen 40 %-Quantil der Verteilung der Körpergrößen entspricht. Dies gilt für alle Prozentsätze.

## Beobachtete Ereignisse
Pen beschreibt, wie sich die Parade für den Zuschauer auf der Tribüne visuell und im zeitlichen Verlauf darstellt. Der Zuschauer würde keine gleichmäßig größer werdende Menschenreihe sehen. Zwar würden genau nach einer halben Stunde die Hälfte aller Menschen die Tribüne bereits passiert haben und in dem gleichen Moment die Person in der Mitte aller Personen und Einkommen vorbeiziehen – der Median (siehe auch: Mittleres Einkommen) –, jedoch würden die durchschnittlich großen Menschen mit den durchschnittlichen Einkommen nicht in der Mitte des Zuges gehen und nicht nach der Hälfte der Zeit die Tribüne erreichen, sondern erst viel später.
- Zuerst sieht der Zuschauer trotz laufender Parade eine Weile überhaupt nichts: Die verschuldeten Menschen vorneweg gehen kopfüber unter der Oberfläche, denn ihre Körpergröße ist negativ.
- Kurz darauf erscheinen die ersten aufrecht gehenden Menschen mit einem positiven Einkommen. Sie sind winzig und kaum zu sehen.
- Etwa fünf Minuten lang schaut der Zuschauer herab auf kleine Gestalten, gerade wenige Zentimeter groß: überwiegend Alte und Kinder, Leute ohne feste Arbeit, die sich mit Gelegenheitsjobs durchschlagen.
- Nach zehn Minuten trifft die Vollzeit-Arbeiterschaft ein, zunächst die überwiegend niedrigqualifizierten Hilfsarbeiter, Büropersonal und Ladenverkäufer – hüfthoch zum Zuschauer. So geht es weiter bis über eine halbe Stunde hinaus.
- Nach der Hälfte der Zeit würden die Zuschauer vielleicht erwarten, den Vorbeiziehenden in die Augen schauen zu können, schrieb Pen, durchschnittlich große Leute sollten in der Mitte sein, jedoch seien die Marschierenden immer noch recht klein; jetzt passieren die erfahrenen Gewerbetreibenden, qualifizierten Industriearbeiter und gut ausgebildeten Büroangestellten – viele immer noch keine 1,50 m, und immer mehr von ihnen kommen an.
- Es dauert rund 45 Minuten, bis die Passierenden so groß wie die Zuschauer sind. Jetzt erst steigt die Größe merklich an, wenn auch immer noch langsam.
- In den letzten 6 Minuten laufen die Top-10-%-Verdiener ein: Ärzte, Rechtsanwälte und hohe altgediente Staatsbeamte. Die Größen steigen nun immer schneller.
- Momente später starren erfolgreiche Firmenmanager, Bänker und Börsenmakler herab aus 15 m, 30 m, 150 m.
- In den letzten Sekunden ein flüchtiger Blick auf Popstars, Filmstars, die erfolgreichsten Unternehmer – gerade bis auf deren Kniehöhe.
- Ganz am Ende ein Riese, seine Schuhsohlen Meter dick.[7]

### Pen’s Parade der Schweiz 1969/70
- Mittlere Körpergröße während der ersten sechs Sekunden: 14 cm.
- Nach 16 Minuten erreicht die Parade eine Größe von einem Meter.
- Erst nach 41 Minuten ist die Durchschnittsgröße von 1,75 m erreicht.
- Die Körpergröße nimmt weiterhin nur langsam zu, nach 46 Minuten erreicht sie 2 m.
- 55 Minuten: Körpergröße 3 m.
- 57 Minuten: Körpergröße 4 m.
- Nach 58 Minuten und 18 Sekunden: 5 m.
- Vier Sekunden vor Ende der Parade, nach 59 Minuten und 56 Sekunden, werden etwa 45 m erreicht.[1]

## Pen-Parade → Lorenz-Kurve → Gini-Index
Eine Pen-Parade in ihrer mathematischen Darstellung ist Grundlage zur Ableitung verschiedener Ungleichverteilungsmaße. Beispielsweise ist die Lorenz-Kurve eine Auswertungsform der Pen-Parade zu einer Quantilfunktion; viele Ungleichverteilungsmaße, so wie der Gini-Koeffizient, sind wiederum Auswertungen der Lorenz-Kurve. Anschaulich wird aus Pen’s Parade die korrespondierende Lorenz-Kurve, wenn an der Tribüne eine große Schatulle aufgestellt ist und jeder Vorbeimarschierende sein Einkommen oder Vermögen in die Schatulle gibt. Die anfangs leere Schatulle enthält nach Ablauf der Parade sämtliche Einkommen oder Vermögen der gesamten Marschgruppe. Der Füllstand der Schatulle ist damit eine Funktion der Zeit oder Anzahl vorbeigezogener Menschen. Ist die Schatulle gerade so groß, dass sie alle „Gaben“ fassen kann, so ist sie am Ende der Parade, nach hundert Prozent der abgelaufenen Zeit oder Personen zu hundert Prozent gefüllt. Der prozentuale Füllstand als Funktion der prozentual abgelaufenen Zeit oder eingelaufenen Personen von jeweils null bis hundert Prozent ist die Lorenz-Kurve. Eine Lorenz-Kurve der Einkommen ist eine normierte Integralfunktion einer Pen-Parade. Eingezeichnet in ein Koordinatensystem ergibt sich ein stetiger Graph vom Punkt (0 %,0 %) bis zum Punkt (100 %, 100 %). Aus dem Krümmungsverlauf der Lorenz-Kurve wird mittels statistischer Mathematik ein Ungleichverteilungsmaß errechnet, beispielsweise der oben angesprochene Gini-Koeffizient, kurz oft Gini-Index genannt.